# 臥推凳

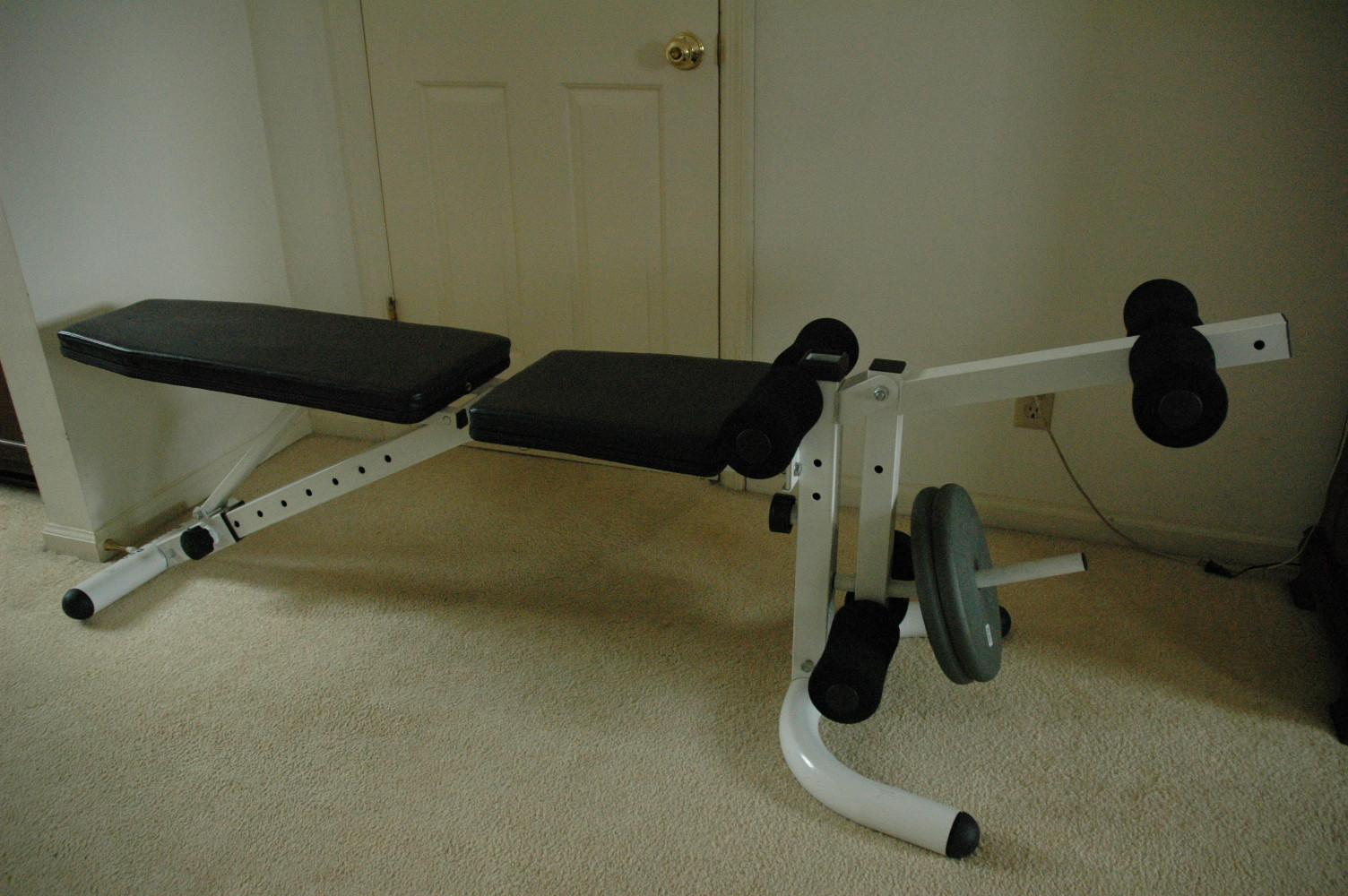
家用的臥推凳

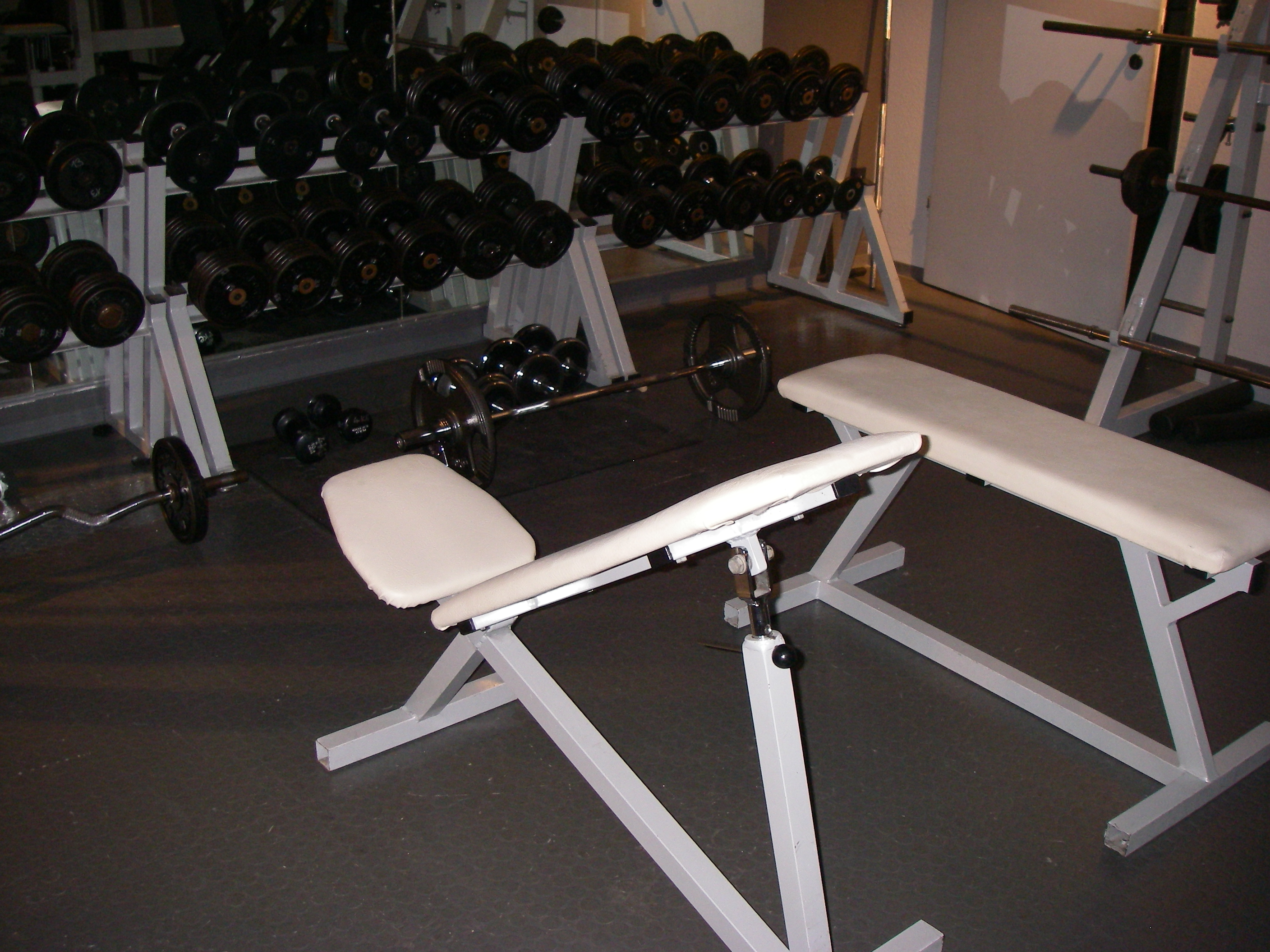
可調整角度（左）和不可調整角度（右）的臥推凳

臥推凳，是凳的一種，為常見的重量訓練器材，多數用於仰臥推舉，因而得名。健身室級數的臥推凳結構非常穩固，基本上能夠負荷使用者的身體重量，加上啞鈴或槓鈴的重量。為配合仰臥推舉的姿勢，部份臥推凳的設計可以改變角度，由平臥到椅背垂直90度中間可以有3至4級的調整。